# Africaspis wilkeyi
Africaspis wilkeyi är en insektsart som beskrevs av Ben-dov 1973. Africaspis wilkeyi ingår i släktet Africaspis och familjen pansarsköldlöss. Inga underarter finns listade i Catalogue of Life.